# Спектр оператора
Спектр оператора — множина чисел, що характеризує лінійний оператор. Використовується в лінійній алгебрі, функціональному аналізі та квантовій механіці.
Нехай A — оператор, що діє в комплексному банаховому просторі E. Комплексне число λ має назву регулярного для оператора A, якщо оператор {\displaystyle R(\lambda )=(A-\lambda I)^{-1}}, що має назву резольвенти оператора A, визначений на всьому E і неперервний. Множина регулярних значень оператора A має назву резольвентної множини цього оператора, а доповнення резольвентної множини — спектром цього оператора. Спектр оператора є непорожнім компактом на комплексній площині {\displaystyle \mathbb {C} .}
В спектрі оператора можна виділяти частини, не однакові по своїх властивостях. Однією з основних класифікацій спектру є наступна:
1. дискретним (точковим) спектром називається множина всіх власних значень оператора A;
2. неперервним спектром називається множина значень {\displaystyle \lambda }, при яких резольвента {\displaystyle (A-\lambda I)^{-1}} визначена на всюду щільній множині в E, але не є неперервною;
3. залишковим спектром називається множина точок спектру, що не входять ні до дискретної, ні до безперервної частин.

Максимум модулів точок спектру оператора A називається спектральным радіусом цього оператора і позначається через {\displaystyle r(A)}. При цьому виконується рівність
{\displaystyle r(A)=\lim _{n\to \infty }\|A^{n}\|^{1/n}.}
Резольвента є голоморфною операторнозначною функцією на резольвентній множині. Зокрема, при {\displaystyle \lambda >r(A)} вона може бути розкладена в ряд Лорана з центром в точці {\displaystyle z=0}.